# سلیم فرزان
فرزان سلیمی‌تبار (زادهٔ ۱۲۹۷ در تهران − درگذشتهٔ ۳۰ خرداد ۱۳۷۵) مشهور به سلیم فرزان نوازنده قره‌نی (کلارینت) و آهنگساز اهل ایران بود.

## زندگی
سلیم فرزان به سال ۱۲۹۷ در گذر تقی‌خان تهران دیده به جهان گشود، دوران کودکی به واسطه گوش دادن به صفحات گرامافونی که در منزل داشتند به موسیقی علاقه‌مند شد. گرایش و علاقه‌مندی وی به موسیقی روزبه‌روز شدیدتر می‌شد و همین امر هم موجب گشت تا پدر او ویولنی برای وی خریداری کرده و نام او را در کلاس شخصی به نام پرورش، که در خیابان امیریه واقع بود، بنویسد. حدود ۵ سال در کلاس ویولن بود و بر اثر علاقه زیاد به موسیقی مراحل ترقی و فراگیری علم موسیقی را به سرعت طی کرد. پس از آموزش نواختن ویولن، چون دلش در گرو نواختن ساز دیگری چون قره‌نی بود این ساز را برای فراگیری انتخاب و و به مدت یک سال شروع به تمرین نزد استادی به نام ابوالقاسم خان کرد و تمام آموخته‌های استادش را فراگرفت. پس از چندی به استخدام موزیک ارتش درآمد و به مدت ۱۹ سال همکاری وی ادامه پیدا کرد و شاگردان خوبی را هم برای دسته‌های موزیک ارتش تربیت کرد که باید از آقایان محمد نظری، سیارگان، حسینی و تنی چند دیگر نام برد. در سال ۱۳۲۲ توسط مجید وفادار به رادیو راه پیدا کرد و در ارکسترهای مختلف و  برنامه‌های گل‌ها به‌طور مداوم همکاری کرد و هر چند گاه هم آهنگ‌هایی را می‌ساخت. وی چون فردی ارتشی بود مثل تنی چند از هنرمندان دیگر رادیو نام مستعار سلیم فرزان را انتخاب کرد در صورتی که نام حقیقی وی سلیمی‌تبار است.
سلیم فرزان علاوه بر همکاری با رادیو، از سال ۱۳۳۶ همکاری خود را با وزارت فرهنگ و هنر آن وقت آغاز و در مدارس تدریس موسیقی سرود کرد و در ارکسترهای این مرکز هنری و فرهنگی که با همکاری حسن رادمرد، و احمد فروتن راد اداره می‌شد کار کرد. وی در سال ۱۳۳۰ در خیابان سلسبیل برای تعلیم موسیقی کلاسی باز کرد به نام «کلاس موسیقی سلیم فرزان» که مدت ۱۵ سال به فعالیتش ادامه داد. سلیمی‌تبار حدود ۳۳ سال فعالیت مستقیم در رادیو داشت که در این مدت حدود ۶۰ آهنگ ساخت و در رادیو اجرا و ضبط و پخش گردید و در سال ۱۳۵۵ بنا به درخواست خودش از رادیو استعفا داد. وی در ۳۰ خرداد ماه سال ۱۳۷۵ درگذشت.

## کارها
وی نوازندهٔ قره‌نی برنامهٔ رادیویی گل‌های رنگارنگ شمارهٔ ۲۱۷ است. در این برنامه برای اولین بار ساز و آوازی در گوشهٔ دیلمان آواز دشتی (به نوازندگی سلیم فرزان و به خوانندگی غلامحسین بنان) اجرا می‌شود. همچنین تصنیف کاروان از ساخته‌های مرتضی محجوبی و به خوانندگی غلامحسین بنان در این برنامه اجرا می‌شود.
وی همچنین آهنگساز تصنیف‌های «سوگند»، «شباهنگ» و «نامه‌ای برای تو» به خوانندگی محمدرضا شجریان است.